# Liste der Naturdenkmale in Flonheim
Die Liste der Naturdenkmale in Flonheim nennt die im Gemeindegebiet von Flonheim ausgewiesenen Naturdenkmale (Stand 17. Februar 2024).

## Naturdenkmale
| Nr.         | Bezeichnung                    | Lage                                     | Beschreibung              | Bild                                    |
| ----------- | ------------------------------ | ---------------------------------------- | ------------------------- | --------------------------------------- |
| ND-7331-419 | Stieleichen an der Kreuzkirche | Wilhelm-Leuschner-Straße, bei Nr. 3 Lage | Quercus robur, zwei Bäume | Direkt Bild zu diesem Denkmal hochladen |

## Ehemalige Naturdenkmale
| Nr. | Bezeichnung | Lage                   | Beschreibung | Bild            |
| --- | ----------- | ---------------------- | --- | --------------- |
|     | Rabenkanzel | südlich des Ortes Lage | floristisch wertvolle, felsige Südhänge; flächenhaftes Naturdenkmal; Rechtsverordnung aufgehoben, jetzt Teil des Naturschutzgebiets Aulheimer Tälchen | Fotos hochladen |